# Голядин
Голядин (укр. Голядин) — село в Шацкой поселковой общине Ковельского района Волынской области Украины.
До 2020 года входило в Шацкий район.
У села протекает река Припять.
Код КОАТУУ — 0725780903. Население по переписи 2001 года составляет 339 человек. Почтовый индекс — 44023. Телефонный код — 3355. Занимает площадь 0,533 км².